# Война в Абхазии (1917—1921)
Война в Абхазии — вооружённый конфликт в период Гражданской войны в России, характеризовавшийся борьбой за контроль над Абхазией между большевиками, грузинскими меньшевиками, местными национальными силами и Белым движением.

## Предпосылки
В Абхазии после начала гражданской войны в РИ, 8 ноября 1917 г. формируется АНС (Абхазский народный совет) — орган парламентской власти, состоящий в основном из союзников и сторонников Северо-кавказских горцев. Абхазия также входит в «Юго-восточный союз» (ЮВС).
Главой АНС был назначен Симон Басария, также там присутствовали Таташь Маршьан и Александр Шервашидзе, которые устроили в Абхазии свои собственные различные государственные органы (милиция и т. п.)
Чхенкели безуспешно пытался переманить на сторону ГДР (Грузинской Демократической Республики) Шервашидзе.
В Абхазию прибывает человек горского союза, чеченец А.Шерипов, он еще более пропагандирует среди абхазов идею о единости с северными народами Кавказа.
На съезде того же года большинством голосов было принято решение войти в состав Горской Республики.
Был организован четерехсотный абхазский конный полк.
Первые отношения с Грузией установлены 9 февраля 1918 г. Был подписан договор между АНС и НСГ (Народным Советом Грузии), границы Абхазии были указаны от реки Ингури до реки Мзымта.

## Начало боевых действий
В феврале 1918 года большевики из-за убитого поручиком по имени Н. Эмухвари абхазского рабочего в порту находят повод для восстания. Они объявляют ультиматум, требуют выплаты 15.000 рублей родственникам убитого и передачи власти в округе ревкому.
17 февраля большевики получают ответный ультиматум от АНС с требованием сложить оружие и игнорируют его.
Организовывается Военно-революционный комитет во главе с Эшба.
Ранее к берегам Абхазии прибыл союзнический эсминец красных, сторонники меньшевиков и АНС покинули город.
18 февраля при поддержке артиллерии крейсера, гидропланов и истребителей большевики взяли город.
21 февраля сторонники меньшевиков и кодорские ополченцы выбили противника из Сухума и установили там свою власть.
Большевики пребывали в Батуме и там занимались планировкой вооруженного восстания.
Восстание было начато, и уже 7-8 апреля 1918 года большевики с боями взяли Сухум, утвердились в Гудауте, Гагре, Мырзакане, советская власть продержалась в столице 40 дней (в Мырзакане до осени), большевики разместили свои войска у Ингура и Кодора.
В мае грузинский генерал В. Джугели высадился у реки Кодор, произошла кровопролитная битва, большевики отступили из Абхазии, бросив города.
Ранее 11 мая 1918 года произошло «Восстановление Абхазской государственности», Абхазия была признана в составе Горской Республики.
Половина состава АНС была настроена про-тифлисски, поэтому, пользуясь неоднозначностью различных договоров между АНС и Грузией Мазниашвили, в июне устроила военную интервенцию в Абхазию. Были зафиксированы случаи террора интервентов в отношении населения Абхазии.
В августе войска горского правительства (так называемый «турецкий десант») высадились во владении Александра Шервашидзе, но были рассеяны в Мокве при битве с меньшевиками.

## Обратная советизация Абхазии
В 1921 войска РСФСР поддержали большевиков Абхазии и выбили грузинских оппонентов из региона.
17 февраля был вновь организован ревком.
В том же году была установлена советская власть.